# Robert Norman

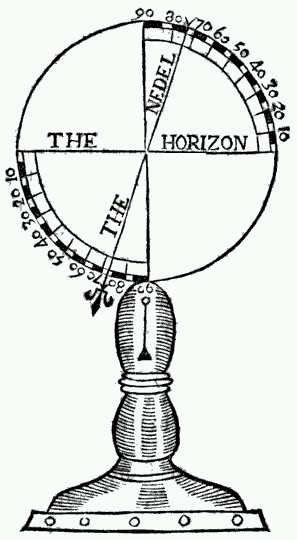
Ilustración del aparato para medir la inclinación magnética, de la obra de Norman The Newe Attractive.

Robert Norman fue un marino inglés del siglo XVI, hidrográfo y constructor de brújulas, que descubrió el fenómeno de la inclinación magnética, es decir, la desviación vertical del campo magnético terrestre respecto a un plano horizontal.

## Trabajo
Robert Norman destaca por The Newe Attractive, un folleto publicado en 1581 en el que se habla de la magnetita (imán natural) y sus aspectos prácticos para la navegación, y más importante aún, se describe su descubrimiento de la inclinación magnética, es decir, de la desviación con respecto a la horizontal de la aguja de una brújula. Este efecto es causado porque el campo magnético terrestre no es paralelo a la superficie del planeta. Norman demostró el fenómeno de la inclinación del campo magnético terrestre mediante la creación de una brújula cuya aguja giraba sobre un eje horizontal (en vez de respecto a un eje vertical, como es lo habitual). La aguja queda inclinada en un ángulo agudo con respecto a la línea del horizonte.
La inclinación magnética y las variaciones locales del campo magnético terrestre eran conocidas antes de Robert Norman, pero su folleto tuvo mucha mayor influencia que los trabajos anteriores.

## Escritos
- Norman, Robert (1721) [primera ed.: 1581]. The newe attractive: shewing the nature, propertie, and manifold vertues of the loadstone : with the declination of the needle, touched therewith under the plaine of the horizon. Reimpresión.

## Eponimia
- El cráter lunar Norman lleva este nombre en su memoria.[2]